# Ікрам Керімов
Ікрам Гаджи огли Кері́мов (азерб. Ikram Haji oglu Kərimov) — радянський та азербайджанський вчений-геофізик, «батько» (керівник програми розробки) радянської тектонічної зброї. Доктор фізико-математичних наук, професор, академік. Колишній директор Республіканського центру сейсмологічної служби при президії Національної академії наук Азербайджану. Після розпаду Радянського союзу перебрався до США, де продовжив свою наукову працю. Опублікував матеріали про секретне створення в СРСР «тектонічної зброї» та її застосування при Спітакському землетрусі в 1988.

## Біографія
У деяких публікаціях вказується, що проведені у СРСР наприкінці 1970-х років під його керівництвом дослідження призвели до спроб створення тектонічної зброї.
Був від 1985 до 1992 року керівником спеціальної програми по створенню наземно-космічної геофізичної системи з метою прогнозу землетрусів.
Працював експертом Управління НАТО з екології та безпеки навколишнього середовища.